# Krzysztof Krajewski (prawnik)
Krzysztof Krajewski (ur. 16 kwietnia 1953 w Krakowie)  – polski prawnik, profesor zwyczajny i kierownik Katedry Kryminologii Wydziału Prawa i Administracji Uniwersytetu Jagiellońskiego w Krakowie. 

## Życiorys
W 1976 ukończył studia prawnicze na Wydziale Prawa i Administracji Uniwersytetu Jagiellońskiego. Następnie podjął pracę na macierzystej uczelni, najpierw w Katedrze Postępowania Karnego, a od 1978 w Katedrze Kryminologii. W latach 1977–1979 odbywał aplikację sądową zakończoną egzaminem sędziowskim w Sądzie Wojewódzkim w Krakowie. W 1986 uzyskał tytuł magistra socjologii. Stopień doktora nauk prawnych zdobył w 1986, a stopień naukowy doktora habilitowanego w zakresie kryminologii uzyskał w 1995, rozprawą Teorie kryminalistyczne a prawo karne. Od 2002 profesor nauk prawnych.
W 2002 został wybrany prezesem Polskiego Towarzystwa Kryminologicznego im. prof. Stanisława Batawii, w późniejszych latach pełnił funkcję wiceprezesa PTK.
W 2015 został wybrany członkiem Komitetu Nauk Prawnych PAN.
Wielokrotnie w wypowiedziach publicznych krytykował represyjną politykę narkotykową w Polsce, nastawioną na karanie konsumentów (użytkowników) nielegalnych substancji psychoaktywnych. Sugerował możliwość złagodzenia pewnych zapisów prawnych, m.in. w kontekście dekryminalizacji posiadania marihuany. Jest członkiem Rady Programowej Polskiej Sieci Polityki Narkotykowej.

## Aktualnie pełnione funkcje
- Członek Komitetu Redakcyjnego Archiwum Kryminologii (od 1996)
- Członek Komitetu Redakcyjnego Czasopismo Prawa Karnego i Nauk Penalnych (od 1997)
- Członek Komitetu Redakcyjnego Przegląd Więziennictwa Polskiego (od 2002)
- Członek Rady Programowej Alkoholizm i Narkomania (od 2008)
- Członek Editorial Board European Journal of Crime, Criminal Law & Criminal Justice (od 2005)
- Członek Editorial Board European Journal of Criminology (od 2005)
- Członek Komitetu Naukowego (Scientific Committee) przy Europejskim Centrum Monitorowania Narkotyków I Narkomanii (European Monitoring Centre for Drugs and Drug Addiction – EMCDDA) w Lizbonie

## Zainteresowania badawcze
- Kryminologiczna i prawna problematyka narkotyków i narkomanii
- Kryminologia teoretyczna
- Kryminologiczna problematyka agresji i przemocy
- Problematyka strachu przed przestępczością, społecznych postaw wobec przestępczości, prewencji przestępczości
- Kryminologiczna problematyka przestępczości zorganizowanej
- Polityka kryminalna